# Ян-Яп Натте
Ян-Яп На́тте (нід. Jan-Jaap Natte; народився 25 травня 1979, Роттердам, Нідерланди) — нідерландський хокеїст, правий крайній/центральний нападник. Наразі виступає за ХІС (Гаага) в Ередивізі. У складі національної збірної Нідерландів учасник кваліфікаційного турніру до зимових Олімпійських ігор 2010, учасник чемпіонатів світу 2003 (дивізіон I), 2004 (дивізіон I) і 2010 (дивізіон I). У складі молодіжної збірної Нідерландів учасник чемпіонатів Європи 1996 (група D) і 1997 (група C).
Виступав за «Утрехт Дрегонс», «Додрехт Лайонс», «Амстел Тейгерс», «Тілбург Трепперс».

## Досягнення
- Найкращий голеадор Кубку виклику (2006—07);